# Еремкино (Ивановская область)
Ерёмкино — деревня в Палехском районе Ивановской области. Относится к Майдаковскому сельскому поселению, в 4 км к западу от Майдакова. Ранее в деревне работала начальная школа, клуб, продуктовый магазин, фельдшерско-акушерский пункт, а также функционировал животноводческий комплекс (телятник, коровник, свинарник) и работала столовая (сейчас закрыты). В школе, медпункте и конторе при животноводческом комплексе работала телефонная связь. На территории деревни было 7 водоемов (прудов), 4 непосредственно в самой деревне и 3 за околицей. Ближайшие лесные массивы — Красный лес, Красная горка, Починок и лес с оригинальным названием Чёрный мужик. В километре к западу от деревни находились Песчаные ямы, в которых круглый год не высыхала чистая дождевая вода. В 80-х годах в Ерёмкино насчитывалось более 60 жилых домов.

## Население
| 1859 | 1905 | 2010 |
| ---- | ---- | ---- |
| 301  | ↗313 | ↘48  |

## Известные уроженцы и жители
- Григорий Николаевич Першин — член-корреспондент Академии медицинских наук СССР, заслуженный деятель науки РСФСР, профессор.http://палехский-район.рф/segodnya-ispolnyaetsya-106-let-so-dnya-rozhdeniya-odnogo-iz-vedushcikh-spetcialistov-nashey-strany-v-oblasti-farmakologii-toksikologii-i-khimioterapii-infektcionnykh-zabolevaniy-grigoriya-pershina.html
- Георгий Васильевич Платонов — советский и российский философ, один из защитников мичуринской агробиологии. Доктор философских наук, профессор.